# Sari’s Mother
Sari's Mother ist ein US-amerikanisch-irakischer Dokumentarkurzfilm aus dem Jahr 2007. Bei der Oscarverleihung 2008 war der Film als „Bester Dokumentar-Kurzfilm“ nominiert. 
Der Regisseur James Longley kam im Sommer 2003 auf Einladung der Journalistin Farida Nawa nach Bagdad, um dort eine Reportage zu begleiten, die Nawa für das Magazin POZ schrieb. POZ richtet sich vorrangig an Aids-Erkrankte und HIV-positive Menschen. Nawa arbeitete an einem Artikel über Aids im Irak. In Bagdad lernte Longley durch Nawa die Familie Zegum kennen, deren zehnjähriger Sohn Sari sich durch eine Bluttransfusion mit dem HI-Virus infiziert hatte. Saris Mutter Faten wurde von Longley bis September 2004 begleitet, zuletzt nicht mehr im Haus der Familie, sondern nur noch in Krankenhäusern und Behörden, da Unbekannte damit drohten, Longley und die Familie Zegum zu ermorden, sollte Longley seine Dreharbeiten im Süden Bagdads nicht beenden. Premiere hatte der Film im Jahr 2007 auf dem Toronto Film Festival.

## Handlung
Die Familie Zegum wohnt mit neun Kindern südlich von Bagdad in der Region Mahmudiyah in einer Lehmhütte und lebt vom Verkauf von Milch und Butter. Die Zegums sind arm, viel Geld für medizinische Versorgung steht nicht zur Verfügung. Die antiviralen Medikamente, die Saris Leben verlängern könnten, sind viel zu teuer. Sari verbringt seine Tage auf dem Boden der Hütte, er hat Schmerzen und wird von seiner Mutter so gut wie ihr möglich gepflegt.
Faten Zegum kämpft sich durch das unergründliche Gesundheitssystem des Irak, um die bestmögliche medizinische Versorgung für ihren Sohn Sari zu bekommen. Die Kamera begleitet Faten Zegum und Sari in verschiedene Krankenhäuser und zu Behörden, begleitet sie in Ministerien und dokumentiert, dass Zegum und ihr Sohn immer nur im Kreis herumgeschickt werden. Hilfe gibt es nicht.  

## Auszeichnungen und Nominierungen
Auf dem San Francisco International Film Festival 2007 wurde der Film mit dem Golden Gate Award ausgezeichnet. Weiterhin war der Film bei der Oscarverleihung 2008 als Bester Dokumentar-Kurzfilm nominiert.  